# زرين أباد (دامنكوه)
زرین أباد (بالفارسية: زرین‌آباد) هي منطقة سكنية تقع في إيران في سمنان. يقدر عدد سكانها بـ 314 نسمة بحسب إحصاء 2016.